# هلی کتنی

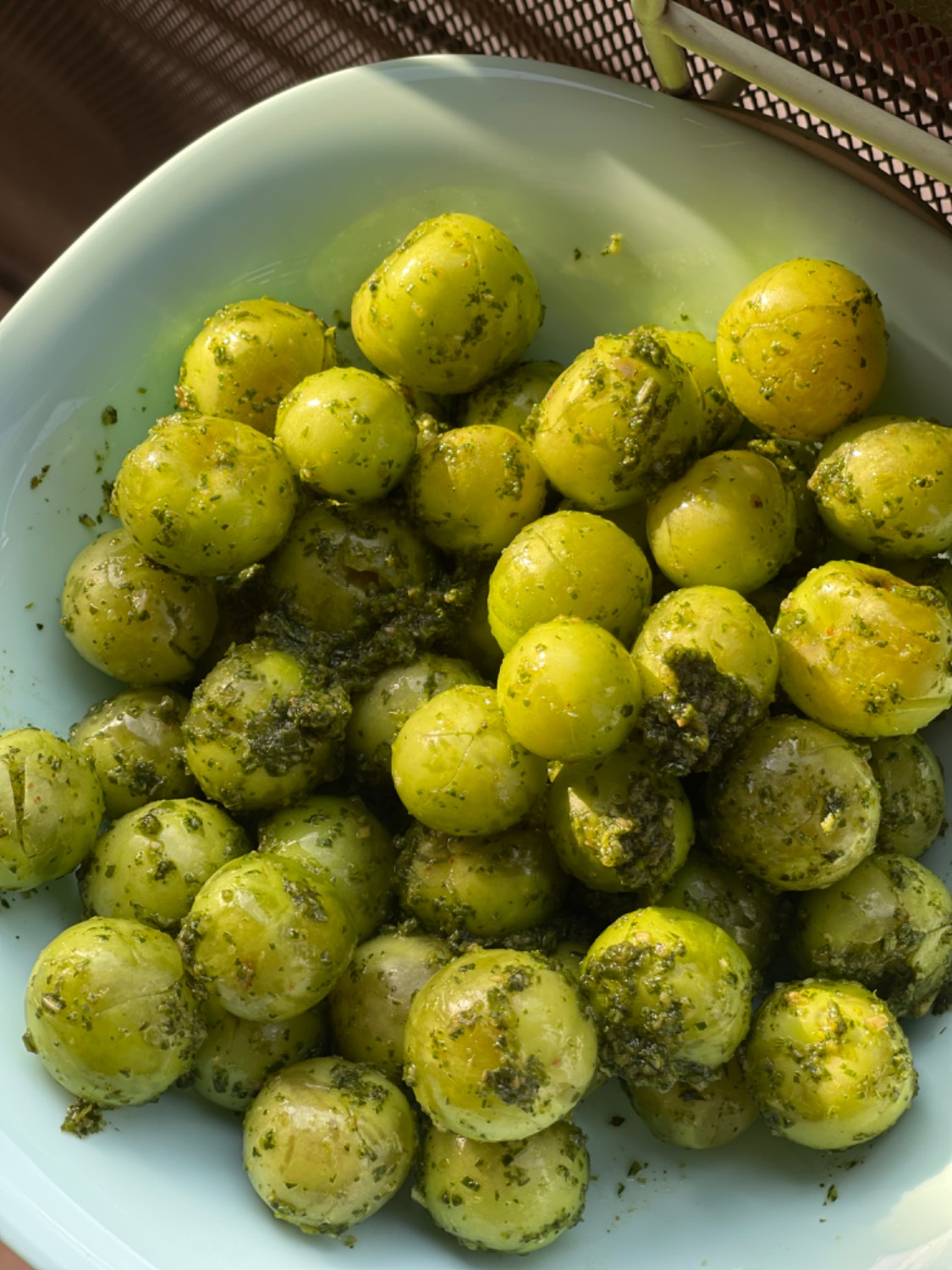
هلی کتنی (همراه با دلال و نمک)

هَلی کِتِنی (لهجه یا زبان مازندرانی «مازنی») نوعی دسر مناطق شمالی ایران ویژه استان استان مازندران است.
هَلی کاتنِی، هلی کُتِنی، هالی دَشکن و خولی دَشکن از نام‌های دیگر این دسر می‌باشد.

## طرز تهیه
گوجه‌سبز به همراه نمک و دلال (درار) یا همان سبزی ماست مخصوص مناطق شمالی ایران کوبیده می‌شود.